# Ciclògon
En matemàtiques, en geometria, un ciclògon és la corba traçada per un vèrtex d'un polígon que roda sense lliscar al llarg d'una línia recta. No hi ha restriccions a la naturalesa del polígon. Pot ser un polígon regular, com un triangle equilàter o un quadrat. El polígon ni tan sols ha de ser convex; fins i tot podria ser un polígon en forma d'estrella. De manera més general, també s'han considerat les corbes traçades per punts diferents dels vèrtexs. En aquests casos, se suposa que el punt de traça està connectat rígidament al polígon. Si el punt de traça es troba fora del polígon, llavors la corba s'anomena ciclògon prolat, i si es troba dins del polígon s'anomena ciclògon curtat.
Al límit, a mesura que el nombre de costats augmenta a l'infinit, el ciclògon es converteix en una cicloide.
El ciclògon té una propietat interessant pel que fa a la seva àrea. Sigui {\displaystyle A} la zona de la regió situada per sobre de la línia i per sota d'un dels arcs, fem que {\displaystyle P} denoti l'àrea del polígon rodant i que {\displaystyle C} denoti l'àrea del disc que circumscriu el polígon. Per a cada ciclògon generat per un polígon regular,
{\displaystyle A=P+2C.\,}

## Exemples

### Ciclògons generats per un triangle equilàter i un quadrat

Animació que mostra la generació d'un arc d'un ciclògon per un triangle equilàter a mesura que el triangle es desplaça sobre una línia recta sense lliscar
Animació que mostra la generació d'un arc d'un ciclògon per un quadrat a mesura que el quadrat es desplaça sobre una línia recta sense lliscar

### Ciclògon prolat generat per un triangle equilàter

Animació que mostra el traçat d'un ciclògon prolat, quan un triangle equilàter es desplaça sobre una línia recta sense lliscar. El punt de traça {\displaystyle X} es troba fora del triangle.

### Ciclògon curtat generat per un triangle equilàter

Animació que mostra el traçat d'un ciclògon curtat quan un triangle equilàter es desplaça sobre una línia recta sense lliscar. El punt de traça {\displaystyle Y} es troba dins del triangle.

### Ciclogons generats per quadrilàters

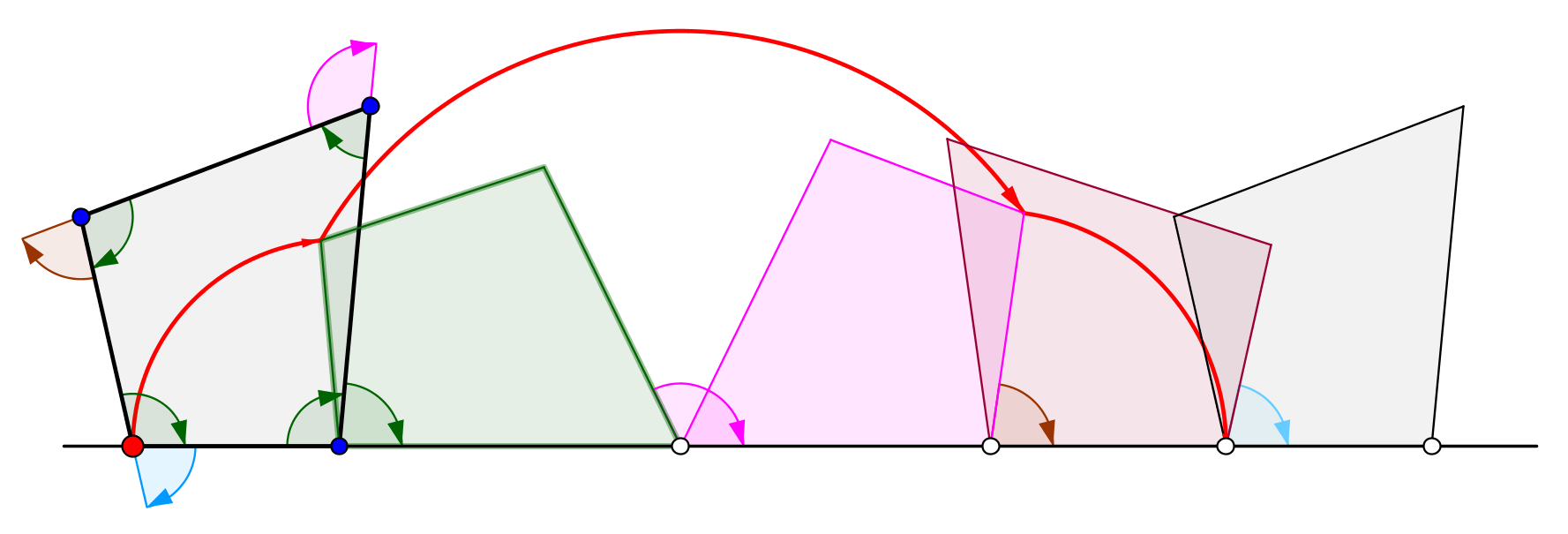
Ciclògon generat per un quadrilàter convex
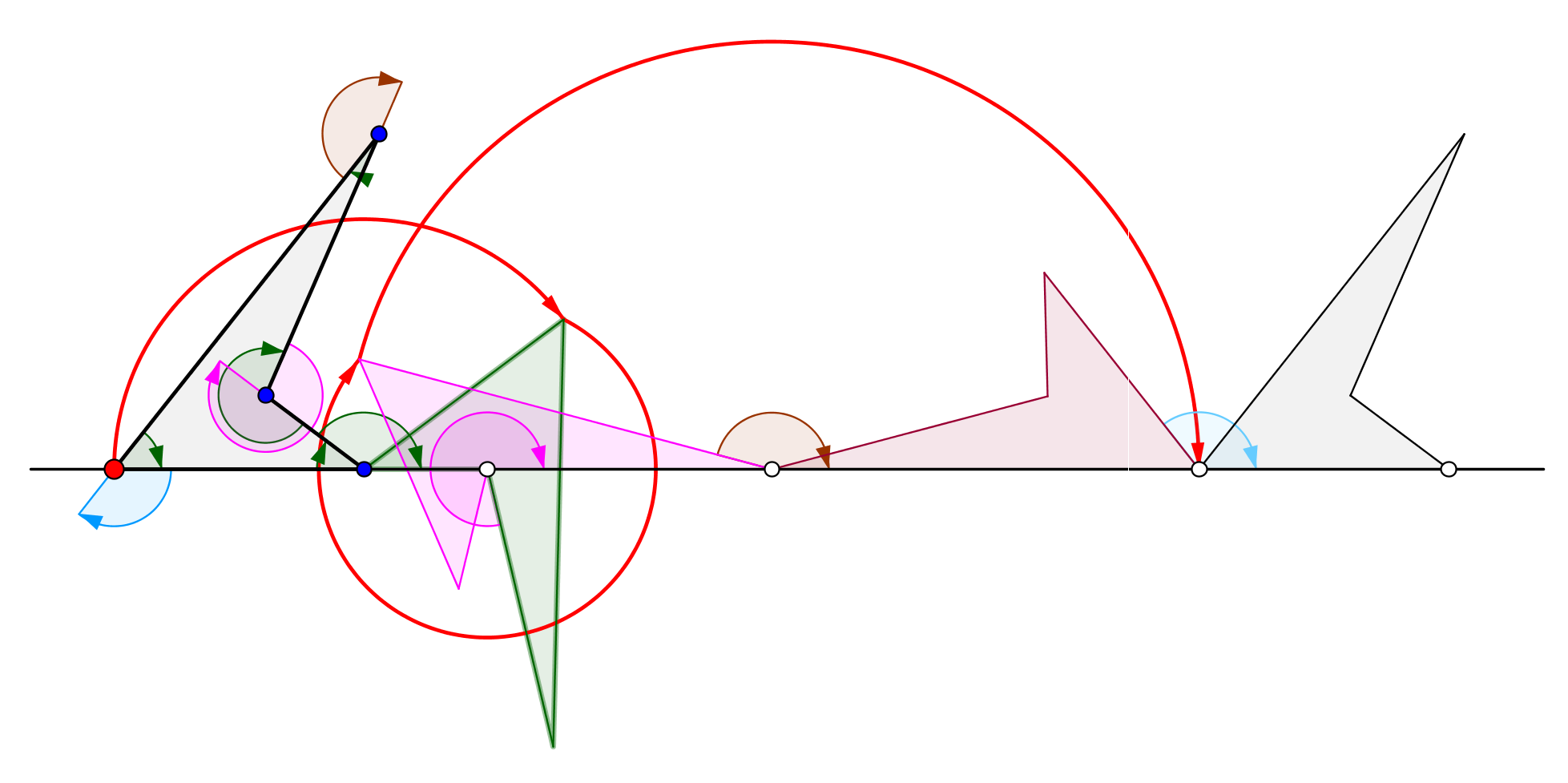
Ciclògon generat per un quadrilàter no convex
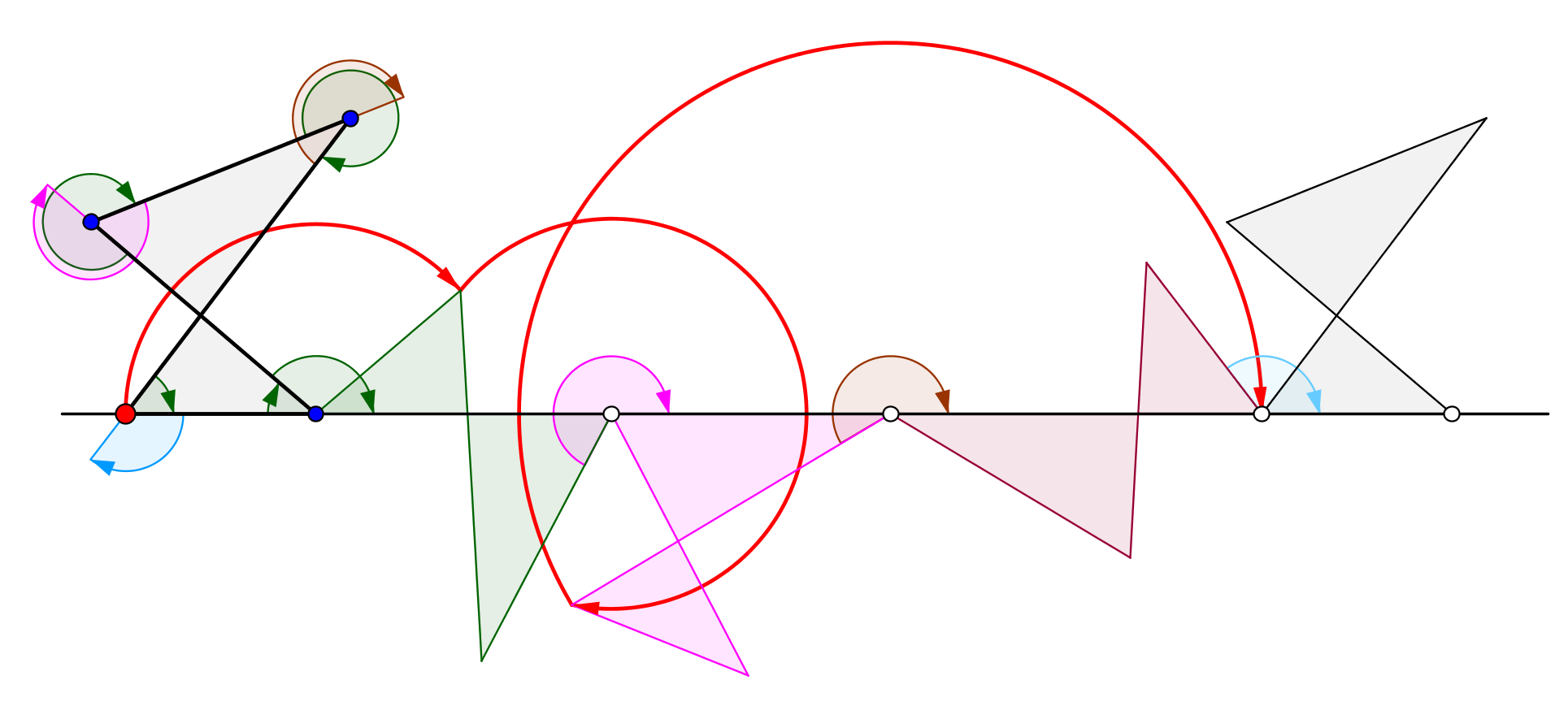
Ciclògon generat per un quadrilàter en forma d'estrella

## Generalització
Un ciclògon s'obté quan un polígon es desplaça sobre una línia recta. Suposem que el polígon regular es desplaça sobre la vora d'un altre polígon. Suposem també que el punt de traça no és un punt al límit del polígon, sinó, possiblement, un punt dins del polígon (curtat) o fora del polígon (prolat), però que es troba al pla del polígon.
En aquesta situació més general, fem que una corba sigui traçada per un punt {\displaystyle z} en un disc poligonal regular amb {\displaystyle n} costats que rodin al voltant d'un altre disc poligonal regular amb {\displaystyle m} costats. Suposem que les vores dels dos polígons regulars tenen la mateixa longitud. Un punt {\displaystyle z} connectat rígidament al {\displaystyle n}-gon traça un arc format per {\displaystyle n} arcs circulars abans de repetir el patró periòdicament. Aquesta corba s'anomena trocògon (epitrocògon si el {\displaystyle n}-gon roda fora del {\displaystyle m}-gon; hipotrocògon si roda dins del {\displaystyle m}-gon). El trocògon és curtat si {\displaystyle z} es troba dins del {\displaystyle n}-gon, i prolat (amb bucles) si {\displaystyle z} està fora del {\displaystyle n}-gon. Si {\displaystyle z} es troba en un vèrtex, traça un epiciclògon o un hipociclógon.